# 9699 Baumhauer
9699 Baumhauer (3036 T-1) là một tiểu hành tinh vành đai chính.